# A.H. Sonneveld
Albertus Hendrikus (Bertus) Sonneveld (Vlaardingen, 6 februari 1885 - Rotterdam, 20 juli 1962) was, tot aan zijn pensionering in 1950, lid van de directie van de Rotterdamse onderneming Erven De Wed. J. Van Nelle.
Sonneveld is met name bekend geworden door het woonhuis in Rotterdam, dat hij en zijn echtgenote Gesine Sonneveld-Bos gedurende 1929-1932 samen met hun architect Leendert van der Vlugt hebben ontworpen.
Dit Huis Sonneveld is het meest complete voorbeeld van een woonhuis in de stijl van het nieuwe bouwen, ten tijde van het interbellum in West-Europa. Sinds 2001 is het, na een grootscheepse restauratie, een museum, met jaarlijks meer dan 30.000 bezoekers.

## Levensloop

### De vroegste jaren
Bertus Sonneveld werd geboren als jongste van vier zonen van de uit Willemstad afkomstige scheepstimmerman Marinus Sonneveld en echtgenote Magdalena Klein op 6 februari 1885 in de Oranjestraat 191 te Vlaardingen.
Gezien de ontwikkeling van de stoomscheepvaart, die van staalbouw gebruik maakte, ten koste van de dan sterk afnemende zeilscheepvaart, die met houtbouw werkte, is het beroep van scheepstimmerman onder druk komen te staan. Dit heeft tot gevolg, dat er voor de jonge Bertus onvoldoende geld is om hem een adequate schoolopleiding te laten volgen, en wordt hij tot ongeveer zijn vijftiende levensjaar als het ware 'geadopteerd' door een kinderloos oom- en tante-echtpaar, die een bakkerij voeren in Willemstad.

### Opleiding
Sonneveld bezoekt daar de Openbare School aan de Kerkring en verlaat deze onderwijsinstelling op 27 oktober 1898 met de verklaring dat "Albertus Sonneveld zich steeds door vlijt, gehoorzaamheid en trouwe plichtsbetrachting heeft onderscheiden en als een vrijwel ontwikkelde jongen de School verlaten heeft".
9 juli 1900 treedt hij als Jongste bediende Monsterkamer Tabak in dienst van Van Nelle. Hij valt op, en firmant Koos van der Leeuw neemt hem onder zijn hoede. Zo wordt Sonneveld ruim de mogelijkheid geboden, na zijn Lager- en Voortgezet Onderwijs in Willemstad, aanvullende opleidingen te gaan volgen.
Omdat in de VS vanaf 1905 de zogenoemde Tobacco Wars woeden, ontstaan er rond 1908 gaandeweg grote problemen voor een van de grote winstmakers van Van Nelle. De verkoop van de 'Zware van de weduwe' dreigt stil te vallen omdat de aanvoer van de grondstof kerftabak stokt. De firmanten zien zich gedwongen, voor het eerst in het ruim 100-jarig bestaan van het bedrijf, een niet-familielid te belasten met een belangrijke opdracht. De dan vierentwintigjarige Sonneveld vertrekt daarom op 11 november 1909 vanuit Rotterdam per ss. 'Noordam' van de Holland Amerika Lijn en komt op 23 november in New York aan.
Hij zal tien maanden in Kentucky, Tennessee en West-Virginia verblijven. Daarna zal hij tot aan de Tweede Wereldoorlog bijna jaarlijks maandenlang in de Verenigde Staten vertoeven.

### Gezin
Na zijn terugkomst op 9 september 1910 verlooft hij zich met Gesine Grietje Bos en op 3 oktober 1912 trouwen zij. Het echtpaar kreeg twee dochters: Magdalena (1913) en Gesine (1920).
Sonneveld overleed op 77-jarige leeftijd in Rotterdam.

## Loopbaan

### Eerste Wereldoorlog
Door de directie wordt hij in 1914, als gevolg van het Duitse geweld in België, om humanitaire redenen naar de Nederlands-Belgische grens gestuurd. Via Zeeuws-Vlaanderen en Noord-Brabant komen dan honderdduizenden Belgische vluchtelingen naar Nederland. 
In Rotterdam neemt ondernemer Daniel George van Beuningen het voortouw met hulpacties. Ook Van Nelle spant zich in en stuurt Sonneveld met ladingen hulpgoederen naar de grens. Gedurende de oorlog zullen over deze gebeurtenissen enkele artikelen van zijn hand in kranten in Kentucky en Tennessee gepubliceerd worden.
Na dat eerste bezoek zal hij in 1916 zelfs tijdens de Eerste Wereldoorlog de overtocht moeten maken over een door Duitse onderzeeboten onveilig gemaakte Atlantische Oceaan.
Zijn 'hoofdkwartier te velde' tijdens zijn zakelijke verblijven in Amerika zal tot aan de Tweede Wereldoorlog de stad Paducah in Kentucky worden.

### Interbellum
Per 1 januari 1919 wordt Sonneveld benoemd tot Algemeen Procuratiehouder van de onderneming.
1925 wordt hij vicevoorzitter van het volledig van het bedrijf onafhankelijke Van Nelle-pensioenfonds, met een door de firma gestort basiskapitaal van bijna één miljoen gulden.
Sonneveld legt februari 1932 contact met SA d’exploitation des Papeteries, L. Lacroix et fils in Parijs, wat zal uitmonden in een langdurige samenwerking: op elk verkooppunt van Van Nelle shag zullen vanaf nu ook Rizla (samentrekking van Riz=rijst en La Croix) rijstpapieren vloeitjes verkocht worden.
Gedurende 1934 wordt de juridische status van Van Nelle omgevormd in de 'Naamlooze Vennootschap de Erven de Wed. J. van Nelle NV, Statutair gevestigd te Rotterdam' en begint Sonneveld per 1 januari 1935 als directeur zijn werkzaamheden.
Begin 1936 wordt schriftelijk bepaald, dat ”M. de Bruyn en A.H. Sonneveld zijn bij oprichting onzer Naamlooze Vennootschap benoemd tot directeuren. Gevolg gevende aan Art. 12 lid 2 der Statuten hebben wij deze beide Heeren aangewezen om de Raad, ingeval van belet of ontsteltenis van alle Leden, onder onze verantwoordelijkheid tijdelijk te vervangen”. In de praktijk zullen Sonneveld en zijn mededirecteur, zeker na de dood van firmant Dick van der Leeuw, verantwoordelijk blijken voor het reilen en zeilen van het hele concern, omdat broer en mede-firmant Cees van der Leeuw er de voorkeur aan geeft psychiatrie in Wenen te blijven studeren.

### Tweede Wereldoorlog
Het bombardement op Rotterdam van 14 mei 1940 treft het bedrijf hard. De fabriek in de Spaanse Polder zal relatief ongeschonden blijven, maar de oude fabriekspanden en opslagplaatsen in het centrum van Rotterdam, gaan in vlammen op. Alleen al zesduizend balen koffie verbranden daar. De directe schade van het drie kwartier durende inferno bedraagt anderhalf miljoen gulden. Sonneveld wordt door de Raad van Beheer gedelegeerd om de volledige oorlogsschade voor de hele onderneming af te wikkelen, een klus waar hij uiteindelijk zo’n tien jaar mee bezig zal zijn.
Dankzij enorme voorraden in de Spaanse Polder kan het bedrijf nog een tijdje draaiende gehouden worden. De Raad van Beheer zal later vaststellen ”dat het aan de directeuren de Bruyn en Sonneveld te danken is dat de positie van de bedrijven behouden is gebleven”. 
Kort na de bezetting wordt Van Nelle door het Duitse gezag ingeschakeld ten behoeve van de 'Voedselvoorziening in Oorlogstijd' onder toezicht van de 'Rüstungsinspektion Gewerbliche Wirtschaft'. Desondanks steunen Van Nelle-directeuren Sonneveld en de Bruyn namens het bedrijf op grote schaal het Verzet met geld, tabak, koffie en thee, zelfs nadat zij met ingang vanaf 1943, vanwege het zogenaamd ontbreken van grondstoffen, de productie voor de Duitsers gestaakt hebben.
Op 27 november 1943 raken Sonneveld en zijn mededirecteur gewond, terwijl zij rond het middaguur over het terrein lopen. Een paar neerkomende vliegtuigbommen ontploffen in en om de Koffiefabriek met twee doden, vele gewonden en drieduizend kapotte ruiten tot gevolg.

### Jaren vijftig
Sonneveld heeft 1946, vlak na de oorlog, contact gezocht met de American Chicle Company, makers van onder andere Adams Chiclets kauwgom, pastilles met witte pepermuntcoating, per twaalf in gele doosjes met Mica-venstertje. Van Nelle zal met deze introductie de eerste producent van kauwgom binnen Europa worden.
Augustus 1950 maakt Sonneveld zijn laatste zakenreis naar Amerika in dienst van de firma met het ss Nieuw Amsterdam. Deze tournee van de scheidend directeur met een van zijn opvolgers is bedoeld om deze te introduceren bij zijn daar gedurende decennia opgebouwde relatienetwerk.
Teruggekomen in Rotterdam wordt in december zijn vijftigjarig jubileum bij Van Nelle gevierd. Voorzitter van de Raad van Beheer, Dr. C.H. van der Leeuw, memoreert in zijn toespraak ”dat het door zijn inspanningen mogelijk is geweest, de onderneming op koers te houden”. Tevens wordt hij benoemd tot Officier in de Orde van Oranje Nassau. De bij deze onderscheiding behorende versierselen worden hem opgespeld door de burgemeester Pieter Oud.
In aanwezigheid van gezinsleden en collega’s van directie en bestuur vindt, 30 december 1950 in het clubgebouw van de ‘Koninklijke Roei- & Zeilvereniging KR&ZV De Maas’ aan de Veerhaven in Rotterdam, het definitieve afscheid plaats.